# 堺商工会議所

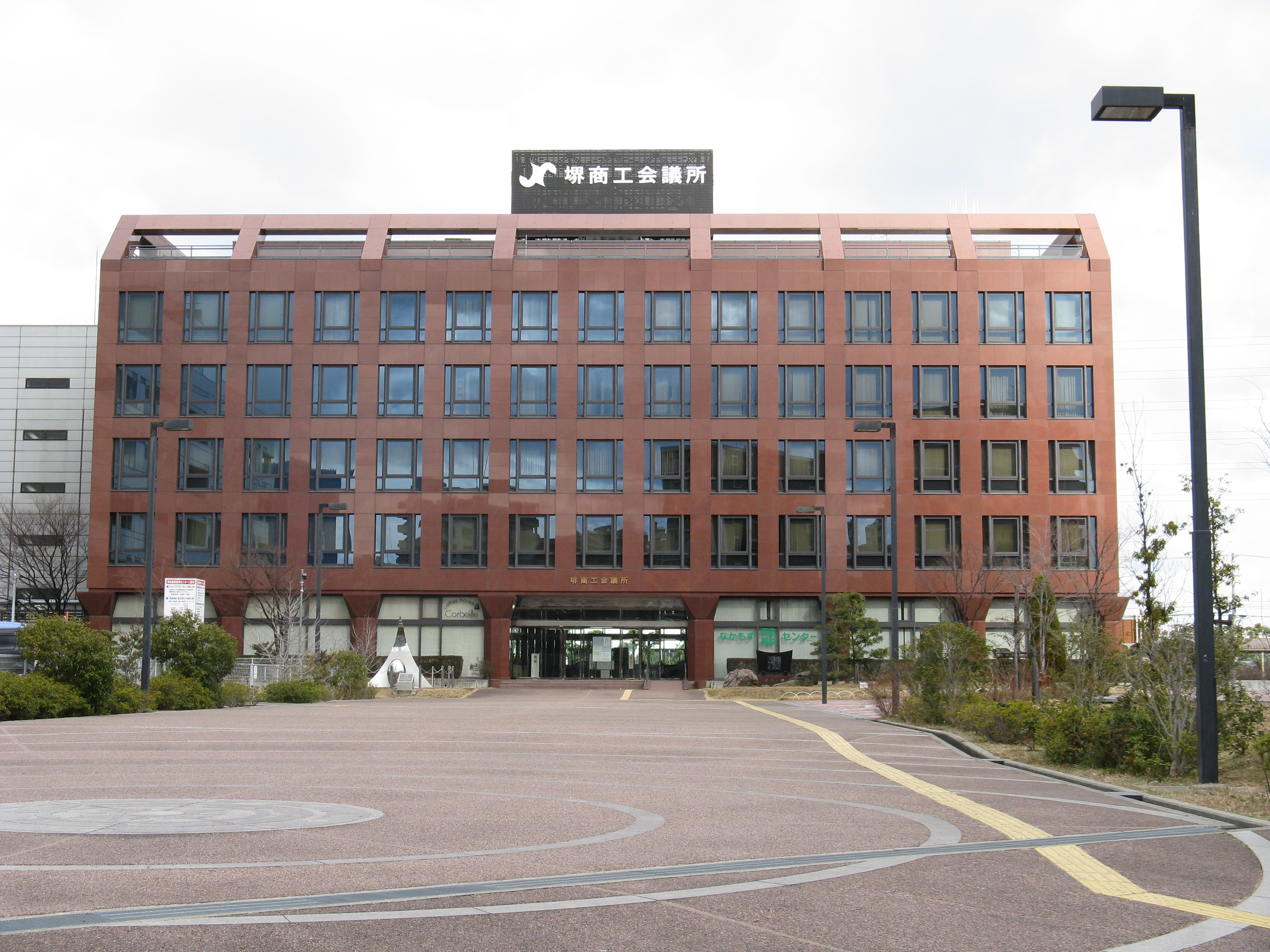
堺商工会議所

堺商工会議所（さかいしょうこうかいぎしょ）、英称：The Sakai Chamber of Commerce and Industry）は、主に大阪府堺市内に事業所をおく企業・団体で運営されている商工会議所。

## 概要
堺の独自ブランド『堺技衆』を制定し、認証企業の連携による新商品開発を推進するなど、認証中心から新商品開発へ向けた事業を行っている。
堺商工会議所では、「専門相談窓口」を設け、経営の悩みなどに関する相談を受けている。弁護士・弁理士・税理士・中小企業診断士・社会保険労務士などの各分野の専門家が対応する。

## 会員
- 堺市内で6ヶ月以上営業している商工業者であれば入会が可能である。
- 法人団体会員、個人会員の区別がある。

## 歴代会頭
| 代数   | 氏名       | 在任期間       | 出身企業           |
| ------ | ---------- | -------------- | ------------------ |
| 初代   | 大塚三郎平 | 1879年～1891年 | 金露酒造、大塚合名 |
| 第2代  | 藤本荘太郎 | 1891年～1902年 | 藤本商会（堺緞通） |
| 第3代  | 辻本豊三郎 | 1925年～1936年 | 福助足袋           |
| 第4代  | 柳原豊三郎 | 1936年～1940年 | 大和川染工所       |
| 第5代  | 辻本英一   | 1940年～1946年 | 福助足袋           |
| 第6代  | 伊藤道次   | 1946年～1958年 | 堺化学工業         |
| 第7代  | 吉田久博   | 1958年～1972年 | 日本伸銅           |
| 第8代  | 堀畑屽一   | 1972年～1977年 | 堀冨商工           |
| 第9代  | 前田敬三   | 1977年～1985年 | 前田製菓           |
| 第10代 | 滝本安克   | 1985年～1997年 | ナカバヤシ         |
| 第11代 | 辻本光彦   | 1997年～2001年 | 福助               |
| 第12代 | 中尾良和   | 2001年～2007年 | ナカオ金属工業     |
| 第13代 | 篠塚清     | 2007年～2010年 | 堺化学工業         |
| 第14代 | 前田寛司   | 2010年～2019年 | 前田製菓           |
| 第15代 | 葛村和正   | 2019年～       | ダイネツ           |

## 関連団体
- 近畿商工会議所連合会
- 大阪府商工会議所連合会
- 近畿商工会議所女性会連合会
- 大阪府商工会議所女性会連合会